# Amine Tighazoui
Amin Tighazoui, né le 20 avril 1989 à Toul, est un footballeur franco-marocain. Il évolue au poste de milieu offensif avec le RCA Zemamra.

## Biographie
Il joue un match en Ligue Europa avec l'équipe du FC Vaduz.
Il inscrit neuf buts en première division marocaine lors de la saison 2016-2017 avec le club de l'OC Khouribga.
Il inscrit le but de la victoire en Supercoupe d'Afrique 2018 sur coup franc direct (Wydad 1-0 TP Mazembe).

## Palmarès
- Champion de Suisse de D2 en 2014 avec le FC Vaduz
- Vainqueur de la SuperCoupe d'Afrique 2018 avec le Wydad Casablanca
- Vice Champion du Maroc 2017/2018 avec le Wydad Casablanca
- Champion du Maroc 2018/2019 avec le Wydad Casablanca